# Vincentia Amedome
Vincentia Enyonam Amedome (* 10. August 1981) ist eine togoische Fußballschiedsrichterin.
Seit 2015 steht sie auf der FIFA-Liste und leitet internationale Fußballpartien.
Amedome war bislang bei zwei Afrika-Cups im Einsatz. Beim Afrika-Cup 2018 in Ghana pfiff sie ein Gruppenspiel. Beim Afrika-Cup 2022 in Marokko leitete Amedome drei Spiele, darunter ein Viertelfinale sowie das Spiel um Platz 3 zwischen Nigeria und Sambia (0:1).
Im Januar 2023 wurde Amedome für die Weltmeisterschaft 2023 in Australien und Neuseeland nominiert.

## Einsätze bei der Fußball-Weltmeisterschaft der Frauen 2023
| Phase        | Datum         | Spielort | Heimmannschaft | Gastmannschaft | Ergebnis  |
| ------------ | ------------- | -------- | -------------- | -------------- | --------- |
| Gruppenphase | 21. Juli 2023 | Dunedin  | Philippinen    | Schweiz        | 0:2 (0:1) |